# Henryk Kałussowski
Henryk Kałussowski (także Kałusowski vel Kalusowski) herbu Korwin (ur. 11 września 1806 w Kazimierzowie koło Brasławia na Litwie, zm. 23 grudnia 1894 w Waszyngtonie) –  działacz Wielkiej Emigracji w Belgii, następnie w Stanach Zjednoczonych Ameryki Północnej, organizator Polonii w tym kraju i założyciel Biblioteki Związku Narodowego Polskiego w Waszyngtonie. 

## Życiorys
Studiował medycynę wg innych źródeł prawo na uniwersytecie wileńskim, zaś po przerwaniu studiów służył w 12 pułku piechoty liniowej armii Królestwa Polskiego. Po wybuchu powstania listopadowego wiosną 1831 powrócił w stopniu podporucznika na Żmudź i wszedł tu w skład władz powstańczych w Telszach. Walczył w składzie 11 pułku piechoty w walkach pod Rajgrodem, Połągą, Taurogami, Wieloną i Kurszany, W lipcu 1831 r. przeszedł z korpusem gen. Antoniego Giełguda przez granicę pruską. Następnie przedostał się w 1832 do Francji, gdzie przebywał w zakładzie dla emigrantów polskich Besançon, gdzie od marca do września 1832 był członkiem Rady Polaków. Od grudnia 1832 sekretarz Towarzystwa Wzajemnego Oświecenia i zwolennik jak najszybszego odnowienia walki zbrojnej. Wraz z Franciszkiem Gordaszewskim i Janem Adolfem Meyznerem wydawał "Tygodnik Besansoński". Członek loży masońskiej w Besançon. 
W 1833 uczestniczył w przygotowaniu wyprawy Józefa Zaliwskiego oraz współorganizował tajne Węglarstwo Galicyjskie. Po fiasku planów powstańczych uciekł do Belgii. W tym okresie związany był z Młodą Polską, a od 1838 ze Zjednoczeniem Emigracji Polskiej  a także współpracował z Joachimem Lelewelem. W latach 1837–1838 prowadził w Brukseli księgarnię i drukarnię polską. Zajmował się wówczas wydawaniem broszur, odezw emigracyjnych, oraz prac literackich i historycznych autorstwa m.in. Joachima Lelewela i Tadeusza Czackiego. Był także współwydawcą pism  "Sprawy Emigracji" (potem "Polacy na Tułactwie") i "Ziemianin Wszerada". Przez cały czas walczył z dużymi trudnościami finansowymi, które wreszcie zmusiły go do likwidacji prowadzonej firmy. W 1837 wraz z żoną po krótkim pobycie we Francji zamieszkał w Londynie. 
W 1838 przeniósł się do Stanów Zjednoczonych Ameryki Północnej, gdzie mieszkał początkowo a Nowym Jorku a następnie w Waszyngtonie. Od 1839 imał się różnych zajęć, będąc poliglotą pracował m,in jako nauczyciel języków kolegium w Maryland. W USA skończył także studia lekarskie, uzyskując tytuł doktora medycyny. W 1846 uzyskał obywatelstwo amerykańskie. Udzielał się także w życiu tamtejszej Polonii, będąc działaczem Zjednoczenia Emigracji Polskiej a następnie głównym organizatorem Towarzystwa Polaków w Ameryce (1842). Był także od 1846 członkiem sekcji nowojorskiej Towarzystwa Demokratycznego Polskiego. Podczas Wiosny Ludów przebywał jako emisariusz TDP w Wielkopolsce, gdzie został aresztowany przez władze pruskie. Zwolniony po interwencji posła amerykańskiego w Berlinie w 1850 powrócił do USA, gdzie pracował jako lekarz w Waszyngtonie a następnie podjął pracę w administracji rządowej. M.in. tłumaczył na język rosyjski dokumenty nabycia przez USA. Alaski (1867). Następnie przez wiele lat był  dyrektorem departamentu w sekretariacie stanu dla spraw przemysłu i handlu. Podczas wojny secesyjnej opowiedział się zdecydowanie za Unią, wspierając finansowo 13 pułk piechoty nowojorskiej w którym służył jego syn. Wraz z Włodzimierzem Bonawenturą Krzyżanowskim organizował także 56 pułk piechoty nowojorskiej zwany też Legionem Polskim.
Współzałożyciel a następnie w latach 1852–1858 działacz Towarzystwa Demokratycznego Wygnańców Polskich w Ameryce. Wspierał powstanie styczniowe, najpierw jako członek komitetu pomocy krajowi, następnie jako delegat Rządu Narodowego na USA. Był  generalnym poborcą Podatku Ofiary Narodowej. Założył także gazetę „Echo z Polski”, aby informować amerykańską opinię publiczną o rozgrywających się wydarzeniach w Polsce. Korespondował także z Agatonem Gillerem. Współpracował także z prasą polską wychodzącą w kraju, zamieszczając w niej artykuły dot. Polonii amerykańskiej. W 1880 roku ufundował bibliotekę i muzeum przy Związku Narodowym Polskim i wyposażył je bogatym zbiorem druków i rękopisów. W 1891 został inicjatorem Muzeum Narodowego w Chicago. Część swoich zbiorów przekazał również Towarzystwu Przyjaciół Nauk w Poznaniu (1883) oraz Muzeum w Raperswilu (1883). Był członkiem korespondentem Galicyjskiego Towarzystwa Gospodarskiego (1870-1894).
Został pochowany w Waszyngtonie na cmentarzu Rock Creek.

## Rodzina
Pochodził z drobnej szlachty żmudzkiej. Ożenił się dwukrotnie 1) w 1838 z Anną z domu Shea, z którą miał troje dzieci, które zmarły, 2) z Mary Josephine z domu Grimm (1825 - 1895) z którą miał dwójkę dzieci: Henryka Kałusowskiego vel Henry Kalusowski (1853 - 1927) i Annę Kalusowski (1855 - 1885).

## Odznaczony
Za powstanie listopadowe otrzymał Złoty Krzyż Virtuti Militari (1831)